# Marian Oprișan
Marian Oprișan (n. 14 septembrie 1965, Focșani, Vrancea, România) este un politician român, fost președinte al Consiliului Județean Vrancea timp de 20 de ani între 2000 și 2020. 
După ce a pierdut funcția de președinte al Consiliului Județean Vrancea la alegerile locale din 2020 în favoarea lui Cătălin Dumitru Toma, candidatul Alianței PNL-USR-PLUS, a fost ales vicepreședinte al Consiliului Județean Vrancea în mandatul 2020-2024.

## Experiența profesională
- 2020 - 2024 Ales Vicepreședinte al Consiliului Județean Vrancea
- 2016 - 2020 Reales Președinte al Consiliului Județean Vrancea
- 2012 - 2020 Președinte al UNCJR
- 2004 - Vicepreședinte al Uniunii Naționale a Consiliilor Județene din România
- 2004 - Reales Președinte al Consiliului Județean Vrancea
- 2000 - 2004 Președinte al Consiliului Județean Vrancea
- 2000 - 2002 Președinte Executiv al Uniunii Naționale a Consiliilor Județene din România
- 2000 - 2002 Vicepreședinte al Consiliului de Dezvoltare Regională, ADR 2 Sud-Est
- 1996 – 2000 Vicepreședinte al Consiliului Județean Vrancea
- 1995 – 1996 Președinte al Consiliului Județean Vrancea
- 1992 - 1995 Vicepreședinte al Consiliului Județean Vrancea
- 1990 - 1995 Director general – SC Seven Stars SA Focșani
- 1984 - 1990 Operator calculator – Întreprinderea de Confecții Focșani (Oficiul de calcul)

## Studii
- 1999– 2003 Facultatea de Științe Politice Iași - Licențiat în Științe Politice
- 2001 – Diplomă de absolvire – curs organizat de I.R.I. în S.U.A.
- 1999 – Atestat funcționar public – Fundația Academică „Petre Andrei” - Iași

## Activitate politică
- 17 aprilie 2005 – Reales în funcția de Președinte al PSD Vrancea
- 12 Iul 2003 - este reales în funcția de Președinte al PSD Vrancea
- 22 Feb 2003 - demisionează din funcția de Președinte al PSD Vrancea
- 2001 - 22 Feb 2003 - Președinte al Organizației Vrancea a Partidului Social Democrat

din 2001 - membru al Biroului Executiv Central al PDSR/PSD și al Biroului Executiv Județean Vrancea al PSD
- membru al Consiliului Național al PSD
din iunie 1999 - Vicepreședinte al Consiliului Național al Primăriilor și Consilierilor PSD
- 1993 - 2001 - Președinte Organizația Vrancea a Partidului Democrației Sociale din România (membru al Biroului Executiv Central al PDSR și al Biroului executiv județean Vrancea al PDSR)
- iunie 1992 - oct. 1993 Președinte al Frontului Democrat al Salvării Naționale, organizația Vrancea
- 1992 - membru fondator al Frontului Democrat al Salvării Naționale din România
- 1990 - 1992 Vicepreședinte Organizația de Tineret a FSN

## Controverse
A avut un conflict cu cotidianul Monitorul de Vrancea, devenit ulterior Ziarul de Vrancea, pe care l-a reclamat în justiție.
Este considerat "Baronul PSD de Vrancea" din cauza presupusei influențe pe care o deține în județul Vrancea. 
În 2004, niște polițiști din Vrancea au declarat sub protecția anonimatului că, înainte de 1989, Marian Oprișan era hoț de buzunare, fiind poreclit Portofel.
Într-un dosar de corupție deschis de DNA (Directia Națională Anticorupție) este acuzat de abuz în serviciu, utilizarea creditelor în alte scopuri decât cele pentru care au fost acordate, fals și uz de fals și a prejudiciat statul român cu peste 2 milioane de euro. Conform calculelor anchetatorilor, prejudiciul creat Ministerului Transporturilor este de circa 1,5 milioane de euro, cel creat bugetului CJ Vrancea se ridică la aproximativ 600.000 de euro, iar cel creat în dauna Guvernului ajunge la circa 75.000 de euro. 
Marian Oprișan, a fost achitat, vineri 18.12.2015, de Curtea de Apel Cluj, care a respins apelul procurorilor DNA, în dosarul în care acesta a fost acuzat de abuz în serviciu, utilizarea creditelor în alte scopuri, fals și uz de fals, sentința fiind definitivă.
În 2019, Oprișan a fost surprins conducând un autoturism Ford Shelby în valoare de peste 100.000 de euro. Întrebat de fondurile folosite pentru cumpărarea mașinii, acesta a declarat că proprietarul vehiculului este mama edilului, mașina fiind plătită din contul mamei sale.